# Helen Murray Free
Helen Murray Free (Pittsburgh, 20 de febrero de 1923-Elkhart, 1 de mayo de 2021) fue una química y educadora estadounidense.  Recibió una licenciatura en química de The College of Wooster en 1944 y una maestría en administración de Universidad de Míchigan Central en 1978.  Fue profesora adjunta de administración en la Indiana University South Bend y consultora para Bayer AG.

## Biografía

### Educación
Helen recibió su educación en las escuelas públicas de Youngstown, Ohio, y se graduó en 1941 como valedictorian de la secundaria Poland Seminary High School. as asistía a un campamento de verano en el Colegio de Wooster,se esforzó por asistir a Wooster.  
En diciembre de 1941, cuando Pearl Harbor fue bombardeada, muchos jóvenes se alistaron o fueron reclutados en el ejército. Debido a esto, se alentó a las mujeres a seguir carreras en la ciencia, por lo que Helen cambió su especialidad a química de la que se recibió en 1944. Ha dicho que su cambio a la química fue la "cosa más terrorífica" que le haya sucedido.

## Carrera
Después de graduarse de Wooster, inmediatamente comenzó a trabajar como química de control de calidad para los Laboratorios Miles (conocidos como los creadores de Alka-Seltzer); sin embargo, aspiraba a ser una investigadora en lugar de trabajar en control de calidad. Cuando Alfred Free tuvo una posición abierta en su grupo de investigación de bioquímica, ella llenó la posición. Se casarían en 1947 y tendrían seis hijos. 
Originalmente, investigaron diferentes antibióticos antes de pasar a los sistemas de reactivos secos. Refinaron el Clinitest, una tableta que mide los niveles de glucosa en la orina de los pacientes diabéticos, y desarrollaron el Acetest, otra tableta de prueba para la diabetes.
Más tarde, trabajó con su esposo para mover las pruebas de tabletas a tiras, presentando Clinistix  en 1956. Fue la primera tira de prueba para controlar la glucosa en la orina.  Varias otras tiras de prueba fueron desarrolladas y agregadas al mercado, incluyendo Uristix, Ketostix, Dextrostox, Labstix y Multistix.  Estos productos todavía se utilizan. 
En 1969, se mudó al Departamento de Crecimiento y Desarrollo, y finalmente se convirtió en la directora de Specialty Test Systems en 1976. Fue Directora de Servicios de Marketing para la División de Productos de Investigación cuando Bayer Diagnostics adquirió Miles en 1978.
También obtuvo una maestría en administración (Administración de atención médica) de la Universidad Central de Míchigan (1978) y es profesora adjunta de administración en la Universidad de Indiana en South Bend.
Para 1975, había obtenido siete patentes por sus mejoras en las pruebas médicas y clínicas de análisis de orina. En ese año, ella y su esposo fueron coautores de su segundo libro, Análisis de orina en la práctica de laboratorio, que aun es un trabajo estándar en el campo.
Se retiró en 1982, pero continúa trabajando como consultora para Bayer Diagnostics en Elkhart, Indiana. 
Después de su jubilación, se convirtió en una activa promotora de la educación científica. Ha dedicado especial atención a educar tanto a mujeres como a estudiantes desfavorecidos, a través de programas como "Kids & Chemistry" y "Expanding Your Horizons".

## Premios y honores
En 1980, recibió la Medalla Garvan-Olin, otorgada a mujeres por su servicio distinguido en el campo de la química.  En 1996, recibió el Premio Kilby al logro de toda una vida.
Fue presidenta de la Asociación Americana de Química Clínica en 1990 y en 2006 recibió su prestigioso premio a las contribuciones sobresalientes a la química clínica.
En 1993 fue elegida presidenta de la American Chemical Society.  Como presidenta, consideró que su principal prioridad era aumentar la conciencia pública sobre el papel positivo que la química ha desempeñado en nuestras vidas.  La ACS nombró un premio en su honor, el Helen M. Free Award in Public Outreach.
En 2000 fue incorporada al Salón de la Fama de los Inventores Nacionales.
En 2010, el presidente Barack Obama le otorgó la Medalla Nacional de Tecnología e Innovación.
El trabajo de Helen y Al Free en el desarrollo de viajes de prueba de diagnóstico fue designado como Monumento Histórico Químico Nacional por la American Chemical Society el 1 de mayo de 2010, en el Centro de Ciencias ETHOS en Elkhart, Indiana.
En 2011, ingresó al Salón de la Fama de las Mujeres.